# Línea D (Tranvía de Burdeos)
La línea D del Tranvía de Burdeos es una línea que une la estación de Carle Vernet con la de Cantinolle. En términos geográficos une el sur de Burdeos con el noreste de la aglomeración de Burdeos, siempre en la orilla izquierda del río Garona.

## Historia
La línea D se inauguró el 14 de diciembre de 2019 entre las estaciones de Carle Vernet y Mairie du Bouscat.
El 29 de febrero de 2020, entró en servicio el tramo Mairie du Bouscat - Cantinolle.
Todos los trenes realizarán todo el recorrido provisionalmente.

## Recorrido
La línea empieza en la estación Carle Vernet, en las vías de la línea C. Toma dirección oeste por el trazado de esta misma línea y cruza la playa de vías de Burdeos. Después, bordea las vías para pasar a escasos metros de la Estación de Bordeaux—Saint-Jean. Luego, la línea ziz-zaguea hasta Porte de Bourgogne, donde cruza las vías de la línea A.
Continúa paralela al río Garona, pasando por delante de la estación Place de la Bourse (sin mobiliario urbano, para preservar las vistas sobre la plaza) y cruzando las vías de la línea B en Quinconces. 
Acto seguido, se separa de la línea C y se dirige hacia el cours Tournon y la rue Fondaudège. Toma dirección Barrière du Médoc y entra en el municipio de Le Bouscat por la avenue de la Líbération. Allí se encuentra la estación Mairie du Bouscat, en las cercanías del ayuntamiento de dicha localidad. La línea prosigue hasta llegar a las inmediaciones de la ronda de Burdeos, donde gira 90° y entra en Eysines. Allí, llega al  Hippodrome de Bordeaux-Le Bouscat. Para cruzar la autopista, toma la rue Jean Jaurès. y continua recto, llegando hasta Cantinolle.

### Correspondencias
- en Porte de Bourgogne
- en Quinconces
- entre Carle Vernet y Quinconces
- 13  en Gare Saint-Jean
- 15  en Gare Saint-Jean
- 31  en Gare Saint-Jean
- 32  en Gare Saint-Jean
- 33  en Gare Saint-Jean
- 41  en Gare Saint-Jean
- 42  en Gare Saint-Jean
- 43  en Gare Saint-Jean
- 44  en Gare Saint-Jean
- 51  en Gare Saint-Jean
- 52  en Gare Saint-Jean
- 53  en Gare Saint-Jean
- en Gare Saint-Jean
- en Gare Saint-Jean

- Bat3  en Quinconces

## Infraestructura

### Servicios totales
En la línea operan los siguientes servicios:
- Carle Vernet ↔ Mairie du Bouscat
- Carle Vernet ↔ Cantinolle

### Servicios parciales
En la línea operan los siguientes servicios parciales:
- Carle Vernet ↔ Hippodrome

### Cocheras deLa Jallère
Los trenes se guardan en las cocheras de La Jallère, cerca del estadio Mamut-Atlantique, en Burdeos, en la orilla izquierda del río Garona, con los de la línea , que están allí desde 2015.

### Fuente de energía
Los trenes de esta línea se alimentan, mayoritariamente, gracias a una catenaria electrificada a 750 V CC. En los tramos que transcurren por el centro de Burdeos, utilizan el sistema APS, principalmente debido a razones estéticas. Concretamente, los tramos que no tiene presencia de catenaria son entre Saint-Michel y Courbet.

## Estaciones
|  |  |   |  |  | Estación                 | Municipio              | Correspondencia              |  |
|  |  | - |  |  | ------------------------ | ---------------------- | ---------------------------- |  |
|  |  | ■ |  |  | Carle Vernet             | Burdeos                | 11                           |  |
|  |  | ■ |  |  | Belcier                  | Burdeos                |                              |  |
|  |  | ■ |  |  | Gare Saint-Jean          | Burdeos                | 1 9 10 11 31 601 701 702 710 |  |
|  |  | ■ |  |  | Tauzia                   | Burdeos                |                              |  |
|  |  | ■ |  |  | Sainte-Croix             | Burdeos                | 10 31                        |  |
|  |  | ■ |  |  | Saint-Michel             | Burdeos                |                              |  |
|  |  | ■ |  |  | Porte de Bourgogne       | Burdeos                | 16                           |  |
|  |  | ■ |  |  | Place de la Bourse       | Burdeos                |                              |  |
|  |  | ■ |  |  | Quinconces               | Burdeos                | 2 3 26 47 302 601 703 Bat3   |  |
|  |  | ■ |  |  | Fondaudège—Museum        | Burdeos                | 12 26                        |  |
|  |  | ■ |  |  | Croix-de-Seguey          | Burdeos                | 12 26                        |  |
|  |  | ■ |  |  | Barrière du Médoc        | Burdeos                | 9 12 29                      |  |
|  |  | ■ |  |  | Courbet                  | Le Bouscat             |                              |  |
|  |  | ■ |  |  | Calypso                  | Le Bouscat             |                              |  |
|  |  | ■ |  |  | Mairie du Bouscat        | Le Bouscat             | 33                           |  |
|  |  | ■ |  |  | Les Écus                 | Le Bouscat             | 46                           |  |
|  |  | ■ |  |  | Sainte-Germaine          | Le Bouscat             | 46                           |  |
|  |  | ■ |  |  | Champ de Courses—Treulon | Le Bouscat             | 35 72                        |  |
|  |  | ■ |  |  | Hippodrome               | Le Bouscat             | 12 35 41 703                 |  |
|  |  | ■ |  |  | Simone Veil              | Eysines                |                              |  |
|  |  | ■ |  |  | Picot                    | Eysines                | 2 38 79                      |  |
|  |  | ■ |  |  | Eysines—Centre           | Eysines                | 72 78                        |  |
|  |  | ■ |  |  | Les Sources              | Eysines                | 79                           |  |
|  |  | ■ |  |  | Cantinolle               | Eysines                | 2 72 79 83 84 703            |  |
|  |  | • |  |  | Chai (2022)              | Le Taillan-Médoc       |                              |  |
|  |  | • |  |  | Germignan (2022)         | Le Taillan-Médoc       | 5 37 79 85                   |  |
|  |  | • |  |  | Boétie (2022)            | Saint-Médard-en-Jalles | 3 30 37 71 79 83 701 702 710 |  |
|  |  | • |  |  | Carré des Jalles (2022)  | Saint-Médard-en-Jalles |                              |  |

## Explotación de la línea

### Tiempo
En general, el tiempo que se tarda en realizar los recorridos más transitados es el siguiente:
- Carle Vernet ↔ Gare Saint-Jean (4 minutos)
- Carle Vernet ↔ Porte de Bourgogne (10 minutos)
- Carle Vernet ↔ Quinconces (15 minutos)
- Carle Vernet ↔ Barrière du Médoc (22 minutos)
- Carle Vernet ↔ Mairie du Bouscat (28 minutos)

### Frecuentación
Se desconocen los datos de frecuentación de la línea dada su escasa actividad hasta ahora.

## Futuro
Siguiendo con el proyecto de construcción de esta línea hasta Carré des Jalles, estas serán las siguientes aperturas de la línea:
- En 2022, se prolongará entre Cantinolle y Carré des Jalles[2]
- En 2022, se abrirá la estación Sainte-Germaine de SNCF cerca de la estación Sainte-Germaine del tranvía[3]